# Platyplectrus japonicus
Platyplectrus japonicus är en stekelart som först beskrevs av William Harris Ashmead 1904.  Platyplectrus japonicus ingår i släktet Platyplectrus och familjen finglanssteklar. Inga underarter finns listade i Catalogue of Life.